# 中國蝗災史
蝗災與水災、旱災並稱為中國三大災害。邓云特《中国救荒史》统计，秦汉蝗灾平均8.8年一次，两宋为3.5年，元代为1.6年，明、清两代均为2.8年，受災範圍、受災程度堪稱世界之最。明末農學家徐光啓《除蝗疏》言：“國家不務畜積，不備凶饑人事之失也。凶饑之因有三、曰水、曰旱、曰蝗。”。旱災之後更容易引起蝗災，所謂“旱极而蝗”，由於蝗蟲能飛移，有時候大量發生，形成大集團，因此災害擴大面積往往遠大於水、旱。
彭邦炯《商人卜螽说——兼说甲骨文的秋字》一文認為中國蝗災史可追溯到甲骨文。《诗经》提到“去其螟螣（螣即蝗虫），及其蟊贼，无害我田稚。田祖有神，秉畀炎火。”南宋理学家朱熹认为“秉畀炎火”意思是指晚間以火诱捕蝗虫以消灭之。
東漢思想家王充在《论衡》记载：“虫食谷者，部吏所致”，蔡邕說，“蝗者，在上貪苛之所致也”。災難的源頭，均出自於官衙的苛捐雜稅。

## 漢代
《後漢書·五行志》載：（46年）“春三月，蝗螟大起，被害者九十郡國；二十八年（52年），大蝗，被害者八十郡國。”

## 唐代
贞观二年（628年），京师旱，蝗虫大起。太宗入苑视禾，见蝗虫，掇数枚而咒曰：“人以谷为命，而汝食之，是害于百姓。百姓有过，在予一人，尔其有灵，但当蚀我心，无害百姓。”将吞之。左右遽谏曰：“恐成疾，不可。”太宗曰：“所冀移灾朕躬，何疾之避！”遂吞之。自是蝗不复为灾。
开元三年（715年），淮河流域发生严重的虫灾，“蚀稼，声如风雨。”宰相姚崇下令捕蝗灭虫，汴州刺史倪若水抗拒，反对捕蝗，姚崇向倪若水批评说：“坐看食苗，忍不相救？因此饥馑，将何以安！”《旧唐书》載倪若水率民捕蝗，“获蝗一十四万（石），投汴渠流下者，不可胜纪。”此法稱為“埋瘗法”。
《通典》卷7：“开元四年（716年），山东诸州大蝗。”
《新唐书·五行志》载：开元二十五年（737年），发生蝗灾，“有白鸟数千万，群飞食之，一夕而尽，禾稼不伤。”
贞观二年六月（628年），“京畿旱蝗。”（《新唐书》卷36《五行三》）
兴元元年（784年）四月，“自春大旱，麦枯死，禾无苗，关中有蝗。”
《舊唐書·五行志》載：（唐貞元元年，785年）“夏，蝗，東自海，西盡河隴，群飛蔽天，旬日不息；所至，草木葉及畜毛靡有孑遺，餓殍枕道。”
《新唐書》武德六年，“夏州蝗。蝗之殘民，若無功而祿者然，皆貪撓之所生。先儒以為人主失禮煩苛則旱，魚螺變為蟲蝗，故以屬魚孽。”
开成四年（839年）六月，“天下旱，蝗食田。”（《旧唐书》卷37《五行志》）

## 五代十國
《旧五代史·五行志》记载：后梁开平元年（公元907年）爆發蝗災，“许、汝、蔡、陈、颍五州生，有野禽群飞蔽空，食之皆尽。”
後唐明宗天成三年（928年），“夏六月，大蝗蔽日而飛，晝為之黑，庭戶衣帳悉充塞。”（《十國春秋·吳越忠懿王世家》）
《旧五代史·五行志》载，乾祐二年（949年），蝗虫蔓延到宋州（今河南商丘），“蝗一夕抱草而死”。這種“蝗一夕抱草而死”的記載殊為可議，有人認為是粉飾太平，也有人認為當地植物有殺蝗效果，如周怀宇《隋唐五代淮河流域蝗灾考察》一文说：“在淮河流域的植物类中，也有杀蝗的草本植物……”，“宋州发现当地生长杀蝗的草本植物……”，一般稱“抱草瘟”，或吊死瘟（蝗霉病）。

## 宋代
雍熙三年（986年），“山蝗，鄄城县有蝗自死。”（《宋史·太宗本纪，五行志》）
淳化三年（992年）七月“贝、许、沧、沂、蔡、汝、商、兖、单等州，淮阳、平定、彭城飞蝗，抱草自死。”（《宋史·太宗本纪，五行志》）
至道二年（996年）六月“亳州蝗，秋七月谷熟，许、宿、齐三州蝗抱草死。”（《宋史·太宗本纪，五行志》）
大中祥符九年（1016年）秋七月丙辰，“开封府祥符县蝗抱草死，有数里。”（《宋史·真宗本纪》）
元符元年（1098年）八月“高邮飞蝗抱草死。”（《宋史·五行志》）
乾道元年（1165年）六月壬辰，“淮南转回判官姚岳言：境内飞蝗自死。”（《宋史·武宗本纪·五行志》）
《宋書》載景祐元年春正月，“詔募民掘蝗種，給菽米。”

## 元朝
元大德十一年（1307年）“诸暨蝗及境，皆抱竹死。”（《元史·真宗本纪》）

## 明朝
朱元璋《御製皇陵碑》：“值天無雨，遺蝗騰翔。里人缺食，草木為糧。”
嘉靖三十九年，“蝗食禾苗殆盡；萬曆十四年飛蝗蔽空；清朝康熙三十四年蝗起寶武界，饑民相食。”（天津市《寶坻縣志》）
万历十九年（1591年），“天津县夏蝗飞蔽天，声如雷雨，食苗殆尽”，新乐“夏五月蝗生县东，未几数日滋类遍野。”
天启六年（1626年），迁安“秋七月飞蝗蔽野，大伤禾稼。”
崇祯三年（1630年）六月初九日，徐光启上疏“屯盐疏”，其中第三篇为“除蝗疏”，後编入《农政全书》。
有專家統計明朝蝗灾次數一共有94次。

## 清代
陳芳生著有《捕蝗考》，有“备蝗事宜”和“前代捕蝗法”两部分，《四库全书总目提要》说它“条分缕析，颇为详备，虽卷佚寥寥，然颇俾于实用”。
《济南府志》记载康熙四年“春饥，免顺治十八年以前民欠赋粮并发帑分赈。六月大旱，飞虫蔽天，坠地如蜣螂”。
光绪三年《海盐县志》卷十三：“康熙十年七月二十日，蝗从西北来，飞过城上。”
嘉庆《松江府志》卷八十載：“康熙十一年，飞蝗蔽天，自北而南，所过但食竹叶芦穗，无食禾者。”
康熙五十六年（1716年）“徐州邻县秋蝗入州界，不食禾皆抱草而毙。”（《清史稿·灾异志》）
清雍正十年（1732年）“泗阳西乡柴林湖夏蝗蝻遍地，厚数寸。官兵惶惧，旋尽抱草僵死。”（《清史稿·灾异志》）
清乾隆五年（1740年）八月“河南蝗来境，抱草而死，不为灾。”（《清史稿·灾异志》）
光绪八年《归安县志》卷二七：“乾隆二十年，蝗蝻生。”
乾隆五十二年（1787年）郧阳二月“蝻起，至四月皆依草附木而枯。”《清史稿·灾异志》
咸豐二年（1852年）底：“柳、慶上年早蝗過重，一二不逞之徒倡亂，飢民隨從搶奪，比比皆然”。
咸豐三年（1853年），“夏，武郡蝗虫蔽日”（咸豐《武定府志》）
咸豐五年（1855年），“七月，蝗從南來，飛蔽天日．集田害稼”（宣統《重修恩縣誌》）
咸豐六年（1856年），“夏，蝗虫又起，飛翳天日，棲樹枝折，復值歲飢，木葉草亙，人虫爭相取食，衰鴻遍野，賣男鬻女”
咸豐六年（1856年），“五月，飛蝗遍野。六月，蝻生，食禾害稼”（民國《定陶縣誌》）
民国十年《嵊县志》卷十三：“咸丰六年八月，有蝗自北来，顷刻蔽天。”
咸豐六年（1856年），安徽皖北大旱，“旱，飛蝗大至，食禾幾盡。”（民國《太和縣誌》）
民国《吴县志》卷五五：“咸丰六年七月，蝗从西北来，如云蔽空，伤禾。同治元年七月甲申，飞蝗自北至南，有雷声送去。”
《清史稿·災異志》載：“八月，昌平蝗，邢台蝗，香河、順義、武邑、唐山蝗。”
咸豐七年，“秋七月至望復返，群飛蔽日，食禾太甚。”（雍正《遼州志》）
光绪三年（1877年）阜宁五月“大风雨，蝗抱草毙。”（《清史稿·灾异志》）
光绪《松江府志》卷三十九載“秋八月，飞蝗蔽天，城乡俱是，中秋后热如夏，蝗复来。”
宣统《太仓州志》卷二十六載“夏，蝗自北来，既而入海，灾亦不甚。”

## 中华人民共和国
1958年2月，在大躍進初期由最高领导人毛泽东發起的「除四害運動」之消滅麻雀的全國性大規模群體运动，結果使農田當中的蝗蟲幾乎沒有天敵，而讓次年的糧食嚴重欠收，發生極為嚴重的三年大饥荒。
中國大陸每年蝗災發生面積2.8億畝次左右，分布在20個省（區、市）的1100多個縣（市、區、旗、團場）。其中，飛蝗（東亞飛蝗、亞洲飛蝗、西藏飛蝗）常年發生3000萬畝次左右。